# Mac OS X Puma
Mac OS X 10.1 Puma è la seconda versione di Mac OS X sviluppato dalla Apple Inc. per il computer Macintosh. La precedente versione è Mac OS X Cheetah, la successiva è Mac OS X Jaguar. È stata pubblicata il 25 settembre 2001 come aggiornamento gratuito sotto forma di CD disponibile nei negozi Apple o attraverso terzi.

## Requisiti minimi
Computer supportati:
- Power Mac G3
- Power Mac G4
- Power Mac G4 Cube
- iMac G3
- iMac DV
- eMac
- PowerBook
- iBook[1]

RAM:
- 128 MB (non ufficialmente supporta anche 64 MB)

Spazio richiesto su Hard Disk:
- 1.5 GB

## Caratteristiche
Questa versione ha portato molti miglioramenti al sistema operativo macOS, i principali sono:
- Ottimizzazioni e miglioramenti in tutte le componenti del sistema operativo
- Masterizzazione di CD e DVD direttamente dal Finder
- Lettore DVD
- Aggiunto il supporto di molte stampanti (200 stampanti vengono gestite dal sistema)
- Velocizzato il 3D (rendering OpenGL migliorato del 20%)

## Storia delle versioni
| Versione | Build | Versione Darwin | Data rilascio     |
| -------- | ----- | --------------- | ----------------- |
| 10.1     | 5G64  | 1.4.1           | 25 settembre 2001 |
| 10.1.1   | 5M28  | 5.1             | 13 novembre 2001  |
| 10.1.2   | 5P48  | 5.2             | 20 dicembre 2001  |
| 10.1.3   | 5Q45  | 5.3             | 19 febbraio 2002  |
| 10.1.4   | 5Q125 | 5.4             | 17 aprile 2002    |
| 10.1.5   | 5S60  | 5.5             | 6 giugno 2002     |